# Oksana Saprykina
Oksana Saprykina, née le 18 janvier 1979 à Bakou, est une ancienne coureuse cycliste ukrainienne.

## Palmarès sur route
- 1996
  -  Médaillée d'argent du championnat du monde sur route juniors
  - 10e du championnat du monde sur route juniors
- 1998
  - 5e du championnat d'Europe sur route espoirs
- 1999
  -  Médaillée d'argent du championnat d'Europe sur route espoirs
  - 3e du GP Carnevale d`Europa
- 2000
  -  Championne d'Ukraine sur route

### Grands tours

#### Tour d'Italie
5 participations
- 1996 : 62e
- 1997 : 91e
- 1998 : 66e
- 1999 : 23e
- 2000 : 21e

#### La Grande Boucle
- 2000 : 45e